# Метрополитен Кобе
Метрополитен Кобе (яп. 神戸市営地下鉄 Ко:бэ-си сиэй тикатэцу) — система метро в японском городе Кобе.

## История
Открыт 13 марта 1977 года. Состоит из двух линий. Общая протяженность 30.6 км. 
- Зелёная линия открылась 13 марта 1977 года. Протяжённость составляет 22.7 км. Состоит из 17 станция. Последняя станция открылась 20 марта 1993 года.
- Синяя линия открылась 7 июля 2001 года. Состоит из 10 станций. Протяжённость 7.9 км. Состоит из 10 станций. На станции Kobe-Sannomiya Station[англ.] 3 марта 2018 года установили автоматические платформенные ворота. По плану к 2020 году на всех станциях лини Сэйсин-Яматэ будут установлены автоматические платформенные ворота, также по линии будет пущен новый поезд серии 6000. На оставшихся 12 станциях метрополитена Кобе установка автоматических платформенных ворот ожидается к 2023 году.

В феврале 2006 года метро было обесточено, 15 тысяч человек в вагонах застряли на час

## Линии
| Цвет и эмблема | Цвет и эмблема | Название                           | Обозначение | Открыта            | Открытие последнего пускового участка | Длина км/миль     | Количество станций |
| -------------- | -------------- | ---------------------------------- | ----------- | ------------------ | ------------------------------------- | ----------------- | ------------------ |
| зелёная        |                | Первая линия — Seishin-Yamate Line | S           | 13 марта 1977 года | 20 марта 1993 года                    | 22,7 км (14 миль) | 18                 |
| синяя          |                | Вторая линия — Kaigan Line         | K           | 7 июля 2001 года   | 7 июля 2001 года                      | 7,9 км (4,9 миль) | 10                 |

Схема метро
Существуют ещё две отдельных линии, организационно не входящие в структуру метро. На всех станциях линий установлены платформенные раздвижные двери
- Port Liner[англ.] до аэропорта открылась 5 октября 1981 года; 6,4 км, 9 станций. Продление на юг до нового аэропорта Кобе открыто 2 февраля 2006 года; 4,3 км, 3 станции.
- Rokko-liner[англ.] до морского парка открылась 21 февраля 1990 года; 4,5 км, 6 станций.